# Glochidion stilpnophyllum
Glochidion stilpnophyllum là một loài thực vật có hoa trong họ Diệp hạ châu. Loài này được Govaerts & Radcl.-Sm. mô tả khoa học đầu tiên năm 1996.